# Taavi Rõivas
Taavi Rõivas (pronunciación estonia:[ˈtɑːʋi ˈrɤiʋɑs]; Tallin, Estonia, 26 de septiembre de 1979) es un político, economista y especialista en marketing internacional estonio. 
De ideología liberal, es miembro del Partido Reformista Estonio. Tiene experiencia en el sector privado.
Inició su carrera política en 1998 y ha sido sido asesor y ha ocupado cargos en diferentes áreas de gobierno, ha pertenecido al gobierno municipal del Ayuntamiento de Tallin y en 2007 fue elegido miembro del Riigikogu.
Fue es el primer ministro de Estonia desde el 26 de marzo de 2014 hasta el 23 de noviembre de 2016, siendo el líder más joven de la Unión Europea.

## Biografía

### Inicios y carrera política

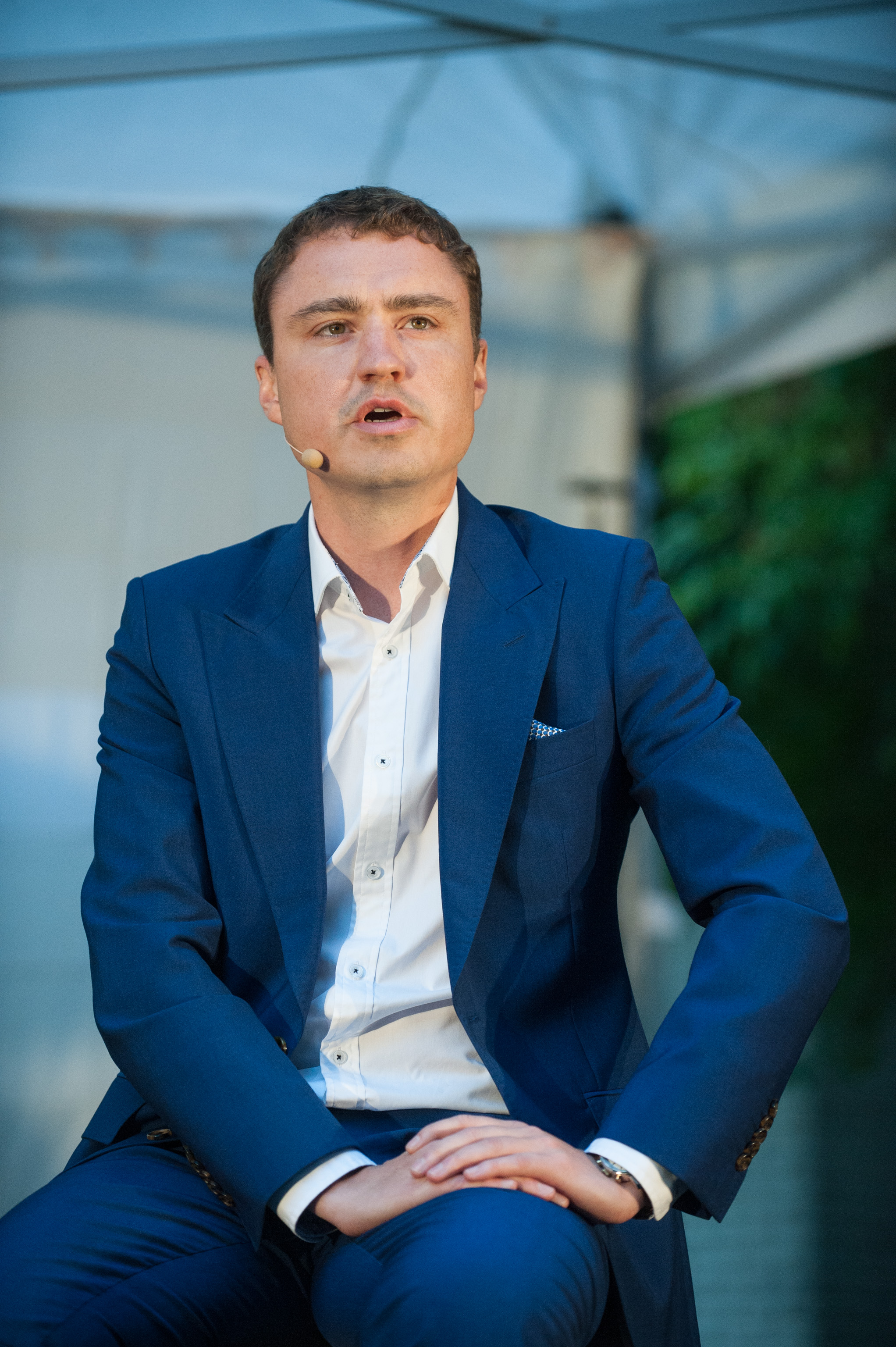
Fotografía tomada en 2014.

Nacido en la capital estonia de Tallin el día 26 de septiembre de 1979, durante la época de la República Socialista Soviética de Estonia. Se licenció en Economía y Marketing internacional por la Escuela Secundaria de Ciencias y la Facultad de Ciencias Económicas y Empresariales de la Universidad de Tartu.
Un año más en tarde, 1998 tras finalizar sus estudios superiores se inició en política ingresando en el Partido Reformista Estonio dirigido entonces por Siim Kallas. Al año siguiente comenzó siendo asesor del entonces Ministro de Justicia Märt Rask. En 2002, decidió ampliar más sus estudios por consecutiva en Tartu y a su vez entró a trabajar en el sector privado como ejecutivo económico en una gran empresa dedicada a la informática: AS IT Grupp. En 2003 regresó a la política, siendo  Director de la oficina del Ministro de Población Paul-Eerik Rummo. 
Entre 2004 y 2005 fue jefe del distrito de la ciudad de Tallin, Haabersti, desde ese último año pasó a ser asesor del primer ministro, Andrus Ansip y también fue elegido como miembro del consejo de la corporación municipal del Ayuntamiento de Tallin. 
Seguidamente en 2007 tras las elecciones parlamentarias, logró un escaño como diputado de la asamblea nacional "Riigikogu" y renovado en 2011. Como diputado, llegó a presidir la Comisión parlamentaria de Finanzas.
En ese último año pasó a formar parte del gabinete presidencial, convirtiéndose en el miembro más joven del gobierno tras haber sido nombrado Presidente del Comité de Asuntos con la Unión Europea y en diciembre de 2012 pasó a ser nombrado Ministro de Asuntos sociales, en sustitución del político Hanno Pevkur.
Posteriormente en febrero de 2014, el primer ministro Andrus Ansip anunció que iba a renunciar a su cargo un año antes de las Elecciones Generales tras pasar a ser Comisario en la Comisión Europea.
En su lugar, en un principio se pensaba que lo sustituiría el ex primer ministro Siim Kallas que ya se puso manos a la obra tras empezar a preparar su candidatura, conversaciones de posibles coaliciones con otros partidos y numerosos acuerdos, pero el 12 de marzo inesperadamente anunció que renunciaba. Finalmente ese mismo día, la dirección del Partido Reformista Estonio eligió a Taavi Rõivas como nuevo candidato principal del partido a las parlamentarias y el día 26 de marzo, el presidente Toomas Hendrik Ilves lo nombró como nuevo 16º Primer ministro de Estonia.

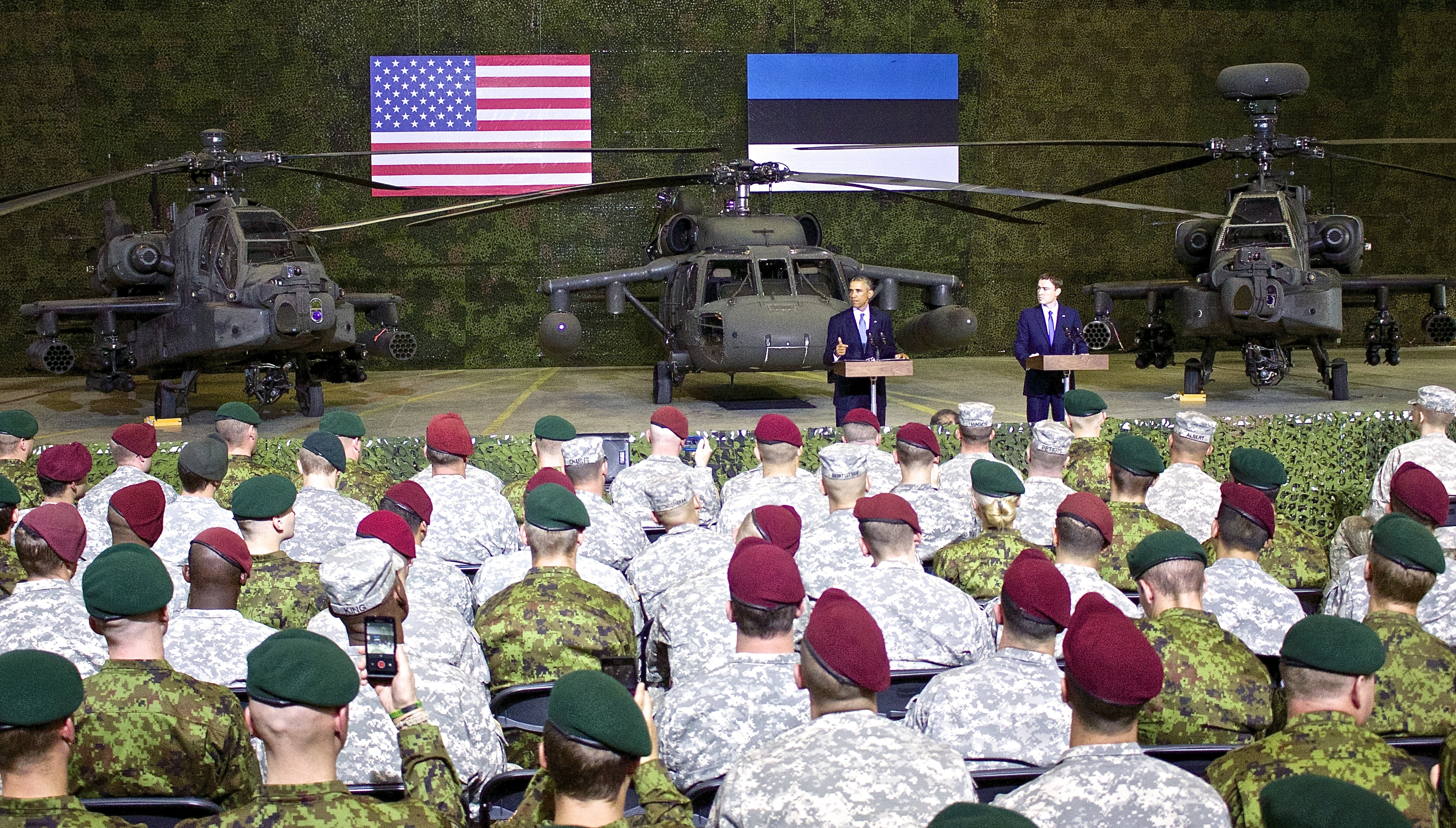
Junto al presidente estadounidense Barack Obama, en un acto militar celebrado en Tallin.

En las Elecciones Parlamentarias de 2015, que se celebraron el día 1 de marzo, logró un total del 27,7% de los votos, donde ganó pero con minoría. Para poder seguir gobernando, tras llegar a unos acuerdos formó coalición entre su propio partido y el Partido Socialdemócrata (SDE) liderado entonces por Sven Mikser. Y finalmente el 24 de marzo al ser aprobada la propuesta mediante votación por la asamblea nacional, pudo ser reelegido y confirmado en el cargo de primer ministro del país. 
Cabe destacar, que es el líder nacional más joven de la Unión Europea.

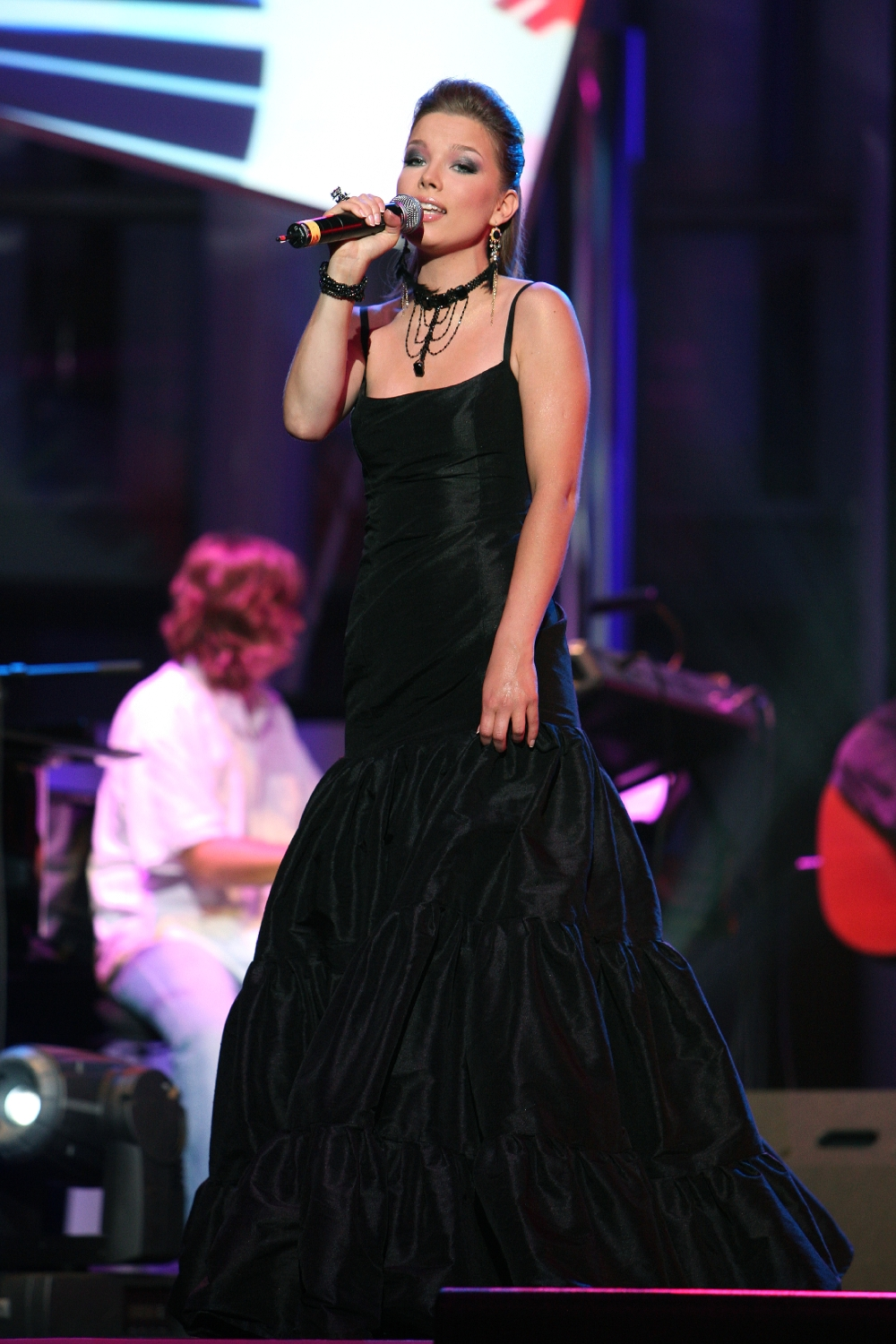
Su pareja, la cantante Luisa Värk.

## Vida privada
Taavi Rõivas es políglota, ya que habla con fluidez los idiomas: estonio ("su lengua materna"), inglés, ruso y finlandés.
En 2007, la policía de la ciudad le puso una multa de una cantidad de 3.000 euros, al haberse visto implicado en un accidente de tráfico de menores consecuencias.
Es un gran aficionado al deporte, sobre todo al atletismo, la cual ha corrido numerosas maratones, entre la que destaca las tres últimas ediciones de la Maratón de Tallin ("SEB Tallinna Sügisjooks"), de una distancia total de 42 kilómetros.
No está casado pero vive junto a su compañera sentimental, la famosa cantante estonia Luisa Värk, con la que tiene una hija pequeña en común llamada Miina Rihanna, que nació el día 23 de febrero del año 2009.